# Корню, Поль
Поль Корню́ (фр. Paul Cornu; 15 июня 1881 года, Гло-ля-Феррьер — 6 июня 1944 года, Лизьё) — французский механик-изобретатель и авиатор; пионер вертолётостроения; первый в мире человек, поднявшийся в воздух на вертолёте (3 (13) ноября 1907).

## Биография
Старший из 15 детей Жюля и Луизы Корню. В 1890 году, когда Полю было 9 лет, семья переселилась в Лизьё в Нормандии. Отец, Жюль, был мастером на все руки, умел рисовать и имел несколько изобретений, в 1884 году создал план дирижабля; его увлечения повлияли на будущее Поля.
Уже в 14 лет создал своё первое изобретение — температурный регулятор для инкубатора. Работал вместе с отцом в семейном гараже по ремонту велосипедов и швейных машинок. В их мастерской чинили также насосы и моторы.
Всю жизнь провёл бездетным холостяком. Погиб при бомбардировке союзниками французского побережья в первый день их операции по высадке войск в Нормандии.

## Конструктор Корню
Семье Корню принадлежало небольшое транспортное предприятие и механическая мастерская, где ремонтировались швейные машинки, мотоциклы и велосипеды. Во время работы в мастерской Поль Корню начал придумывать и создавать оригинальные конструкции. В 1888 году он установил на велосипед моторчик. Совместно с отцом они сконструировали роторный и поршневой двигатели. Также были построены трёхколёсный мотоцикл с паровым двигателем, двухколёсный мотоцикл и автомобиль с двумя бензиновыми двигателями без коробки передач.
В это время во Франции наблюдался повышенный интерес к авиации, Отец Поля Корню разработал проект дирижабля. Но, в отличие от большинства пионеров французской авиации, строивших самолёты, Корню интересовала проблема вертикального взлёта.

## Изобретение вертолёта
Сначала Корню создал модель вертолёта продольной схемы с двумя тандемными двухлопастными винтами, установленными на концах рамы, сваренной из стальных труб. Винты диаметром 2,25 м приводились в движение, через ремённую передачу, небольшим одноцилиндровым мотором мощностью всего в две лошадиные силы. Вес «игрушки» оказался равен 13 килограммам, подъёмная сила достигала 16 кг. И она работала. Эта модель была создана в 1905 году совместно с отцом и братом Жаком.
Корню продемонстрировал работу вертолёта во дворе местного колледжа 4 октября 1906 года, на проводившейся там сельскохозяйственной ярмарке. Маленький вертолёт поднялся в воздух и выполнил круговой полёт на привязи на глазах удивлённой публики. После этого изобретатель заставил говорить о себе. Город с помощью пожертвователей помог инженеру финансово, было собрано 12000 франков, и тот занялся постройкой более мощного прототипа, способного поднять в воздух одного человека. Половина собранной суммы ушло на покупку двигателя. При проектировании Корню решил повторить конструкцию первой удачной модели, увеличив её в размерах и немного доработав.
Постройка вертолёта проходила в семейной мастерской с декабря 1906 по август 1907 года.

###### Конструкция
Продольная рама длиной 6,2 м из толстых стальных труб согнутых в виде буквы V. В основании рамы установлен двигатель и велосипедное сиденье, где сидел пилот. На концах рамы  установлены два двухлопастных винта диаметром шесть метров. Винты приводятся в движение при помощи ремённой передачи, которая соединяла оба винта и вращала их в противоположном направлении. Конструкция лопасти винта — каркас из стальных труб, сплющенных к концу, обтянутых обшивкой из прорезиненного шёлка. Лопасти шарнирно крепились к ободу велосипедного колеса.  Длина попасти 1,8 м наибольшая ширина 0,9 м. Диаметр обода 1,8 м. Конструкция позволяла изменять шаг лопастей. Для обеспечения горизонтального перемещения конструкции в зоне струи винтов смонтированы две плоскости. С помощью рычагов управления, через систему тросов, плоскости меняют наклон, поворотом вокруг оси, изменяя направление тяги от винтов. Каркас плоскостей стальной с обшивкой из шёлка. За эту схему управления вектором тяги от струи винтов Поль Корню и его отец получили патент.
Шасси представляет из себя четыре велосипедных колеса, прикреплённые к нижней части рамы
Двигатель шестицилиндровый V-образный жидкостного охлаждения мощностью 24 л.с. В нижней части рамы, перед двигателем, были размещены топливный бак на 7 литров, бак с маслом для питания двигателя и 12-литровый бачок с водой для охлаждения. Здесь же располагались аккумуляторы. Общий вес составлял 203 кг.

###### Первые полеты
При испытании аппарата на место пилота был привязан мешок с песком весом 50 кг. При испытании возникла проблема проскальзывания передаточного  ремня на шкивах при увеличении оборотов двигателя. Изменяя угол установки лопастей, диаметр шкива и обмазывая ведущий шкив слоем каучука удалось частично решить эту проблему.
3 (13) ноября 1907 года в Нормандии ему удалось совершить полёт на первом в мире вертолёте. Доведя число оборотов двигателя до 900 об/мин, а винтов до 90 об/мин вертолёту удалось полностью оторваться от земли, поднявшись на 30 см и продержаться в воздухе несколько секунд. Общий вес устройства вместе с грузом составил 260 кг. Полёт оказался коротким из-за возобновившегося проскальзывания ремня. Заново натянув ремень, совершили ещё одну попытку. На этот раз вертолёт поднялся на 1,6 м. Поль и его брат Жак пытались удержать аппарат на привязи, однако он поднял обоих в воздух. Полю Корню удалось запрыгнуть на раму и посадить машину. На этот раз поднятый вес составил 328 кг, включая вес обоих братьев Корню. Со слов конструктора первый пилотируемый полёт состоялся 4 декабря 1907 года. На этот раз ему удалось продержаться я в воздухе более одной минуты и немного переместиться в горизонтальном положении.
Основное достижение Корню состояло в попытке сделать вертолёт управляемым. Для этой цели изобретатель установил под винтами специальные поверхности, которые, отражая поток воздуха от винтов, давали аппарату определённый запас манёвренности. Хотя вертолёт Корню все равно был плохо управляемым, вектор поиска решения проблемы был задан им верно.
В 2007 году, в год столетия первого полёта вертолёта, была построена его полноразмерная копия, которая демонстрируется в музее Авиации и Космонавтики в Париже. Ещё одна копия демонстрируется в вертолётном музее в немецком городе Бюккенбург.

## Изобретения
Кроме вертолёта:
- 1898 — велосипед с мотором;
- 1899 — патент на ротативный двигатель;
- 1900 — поршневый двигатель с переменной степенью сжатия;
- 1901 — термические часы;
- 1902 и 1903 — трёхколёсный велосипед, работающий на пару, и мотоцикл;
- 1904 — малолитражка.